# Roșia (Sibiu)
Roșia (deutsch Rothberg, siebenbürgisch-sächsisch Ruitbrich oder Rudjebich, ungarisch Veresmart) ist eine Gemeinde im Kreis Sibiu in der Region Siebenbürgen in Rumänien und liegt nordöstlich von Hermannstadt nahe der Straße nach Agnita (Agnetheln).

## Sehenswürdigkeiten
- Evangelische Kirche (13. Jahrhundert) mit Barockaltar und eindrucksvollem Wehrturm
- Waldorfschule ‚Hans Spalinger‘ Roșia, entstanden aus einem Alphabetisierungsprojekt für Romakinder
- Heldendenkmal bei Daia (Erster Weltkrieg, Schlacht um Hermannstadt, September 1916)
- Gräberfeld aus der Zeit der römischen Herrschaft in Dakien (2. Jahrhundert) südlich von Cașolț

## Verkehr
Roșia liegt an einer Nebenstrecke der Schmalspurbahn Sibiu–Agnita, auch Wusch bzw. Mocănița genannt. Die Strecke von Cornățel über Roșia nach Vurpăr (Burgberg) wurde 1993, die restliche Strecke von Hermannstadt bis Agnita im Jahr 2001 de facto stillgelegt.

## Persönlichkeiten
- Eginald Schlattner (* 13. September 1933), ev. Pfarrer und Schriftsteller, lebt in Roșia